# Personaggi di Crash Bandicoot
Questa lista comprende i personaggi della serie di videogiochi Crash Bandicoot.

## Personaggi principali

### Crash Bandicoot
Crashworth Cortex I, meglio noto come Crash Bandicoot, o più semplicemente Crash, è il protagonista della serie. È un Bandicoot fasciato orientale antropomorfo di pelo arancione con gli occhi verdi, una cresta rossa e il ventre giallastro. Indossa sempre un paio di jeans, scarpe rosse e dei guanti marroni con le dita scoperte. Crash è muto: i programmatori pensarono che un personaggio muto facesse immergere molto di più il giocatore nell'avventura di gioco. Nonostante non sia molto sveglio, è sempre pronto a salvare la Terra.

### Aku Aku
Aku Aku è uno spirito saggio e benigno dall'aspetto di una maschera voodoo, nonché fratello gemello di Uka Uka. Aiuta Crash durante le sue avventure proteggendolo dagli attacchi nemici o rendendolo momentaneamente invincibile e spesso si rivela una figura paterna per il marsupiale.
In Crash Bandicoot, Crash incontra Aku Aku dopo essersi ritrovato a N. Sanity Beach, e la maschera, riconoscendo che è di buon cuore, accetta di aiutarlo a salvare la sua fidanzata Tawna. Ha però un ruolo fondamentale nella serie solo a partire da Crash Bandicoot 3: Warped, agendo come una figura paterna dei bandicoot. Nello stesso gioco viene rivelato che Aku Aku ha un gemello di nome Uka Uka, con il quale si confronta puntualmente e che possiede la sua stessa forza e i suoi stessi poteri (come poi si scopre nella battaglia finale contro il dottor Cortex). Tempo prima, Aku Aku aveva imprigionato Uka Uka in un tempio-prigione per proteggere il mondo dalla sua malvagità. Nei giochi sui go-kart, Aku Aku protegge il team dei buoni dagli attacchi nemici. 
In Crash Bash, Aku Aku e Uka Uka si scontrano per decidere chi sia il più forte. Uka Uka vorrebbe nuovamente lottare contro suo fratello, ma Aku Aku afferma che non possono più farlo. I due allora decidono di tenere una sfida nella quale Aku Aku chiama Crash e Coco come suoi campioni, mentre Uka Uka chiama in suo nome Cortex, il Dr. Nitrus Brio, Tiny Tiger, Dingodile, Koala Kong e Rilla Roo (personaggio inedito). Essendo in soprannumero i suoi campioni, Uka Uka permette ad Aku Aku di scegliere due giocatori, Tiny Tiger e Dingodile, per combattere dalla parte del bene. Ma la sfida è in realtà una trappola ordita da Uka Uka per ottenere i cristalli. Se il giocatore sceglie la parte del bene, una volta terminato il gioco, Aku Aku sigilla nuovamente i cristalli e confina Uka Uka nello spazio come punizione per aver cercato di rubarli. Se il giocatore sceglie la parte del male, la fine mostra Uka Uka che ottiene il potere dei cristalli, mentre Aku Aku esorta Crash e Coco tentano di nascondersi. In Crash Twinsanity, Aku Aku convince il fratello ad unirsi a lui nel tentativo di sconfiggere i Gemelli cattivi, però malgrado la loro immensa potenza combinata, vengono entrambi facilmente sconfitti.
Aku Aku è la fonte dei poteri di Crash e anche una sorta di skateboard in Crash of the Titans. Nel gioco viene approfondita la storia di Aku Aku e Uka Uka. La maschera benevola assume in diversi giochi il ruolo di istruttore, e spiega le modalità di gioco nei vari titoli della saga.
È doppiato in inglese da David Siller in Crash Bandicoot, da Mel Winkler da Crash Bandicoot 3: Warped a Crash Twinsanity e da Greg Eagles da Crash of the Titans a Crash Bandicoot 4: It's About Time e in italiano da Siro Carraro da Crash Bandicoot 3: Warped a Crash Bandicoot: L'ira di Cortex, da Silvano Piccardi in Crash Bash, da Giorgio Melazzi da Crash Nitro Kart a Crash: Il dominio sui mutanti e da Renzo Ferrini in Skylanders: Imaginators, Crash Bandicoot: N. Sane Trilogy, Crash Team Racing Nitro-Fueled e Crash Bandicoot 4: It's About Time.

### Coco Bandicoot

Pura e Coco in Crash Bandicoot: N. Sane Trilogy

Coco Bandicoot è una femmina di Bandicoot fasciato orientale antropomorfa nonché sorella di Crash. Ha un aspetto giovanile e vanta grandi conoscenze sulla tecnologia, che ha appreso da N.Gin. Anche lei è stata sperimentata da Cortex, un anno dopo il primo esperimento sul fratello, finché, il 24 luglio 1997, dopo essere finita per caso nella stanza sbagliata, scappò tramite la botola segreta, ricongiungendosi con il fratello. In Crash Bandicoot 2: Cortex Strikes Back manda Crash a recuperare un'altra batteria per il suo portatile perché si è scaricato, ma viene rapito da Neo Cortex, che intende usarlo per il suo piano. Coco cerca più volte di mettersi in contatto con il fratello, ma le comunicazioni erano instabili a causa della poca batteria del suo portatile. Entrando nei server dei computer del Cortex Vortex riesce a scoprire i suoi veri piani, mettendo così in guardia Crash. In Crash Bandicoot 3: Warped aiuta Crash nella caccia ai Cristalli raccogliendoli nell'antica Cina del XVII secolo, dove incontra Pura, e nell'era dei pirati. Inoltre, viaggiano entrambi nell'epoca della Prima guerra mondiale, con Crash che raccoglie i cristalli in Francia e nel Sahara e Coco che ne trova uno in Inghilterra. Affronta anche N. Gin sulla Luna con un'astronave, e grazie all'aiuto di Pura, lo sconfigge. In questo gioco Coco è per la prima volta un personaggio giocabile, anche se solo in alcuni livelli con veicoli. In Crash Team Racing compare come personaggio giocante. Nell'epilogo si scopre che ha aperto un servizio di appuntamenti su Internet, e, malgrado la società sia ancora in rosso, i prezzi stanno diventando parecchio alti. In Crash Bash compare come personaggio giocante; viene reclutata da Aku Aku per prendere parte al torneo fra forze del bene e del male. Partecipa assieme a Crash, Dingodile e Tiny Tiger.
In Crash Bandicoot: L'ira di Cortex, dopo la liberazione degli Elementali ad opera di Uka Uka e Cortex, Coco aiuta Crash e Aku Aku a raccogliere i Cristalli grazie al suo sistema di teletrasporto (una Warp Room costruita sotto la loro casa); aiuta anche Crash e Crunch a fuggire dalla stazione spaziale di Cortex prima dell'esplosione. In questo capitolo Coco diventa un personaggio giocabile in qualsiasi livello. In Crash Bandicoot 2: N-Tranced Coco e Crunch vengono rapiti da N. Tropy e ipnotizzati da N. Trance, allo scopo di far passare i bandicoot dalla loro parte. Inoltre appare come personaggio giocabile nella modalità multiplayer. Combatte Crash utilizzando una navicella, ma viene sconfitta e riportata alla normalità: in seguito si unisce al fratello nel recupero dei cristalli.
In Crash Nitro Kart viene rapita e trasportata sul pianeta Velo assieme a Crash e Crunch. L'imperatore del pianeta, Velo XXVII, li costringe a gareggiare su diversi tracciati per il divertimento dei suoi sudditi, minacciando di distruggere la Terra. Dopo la sconfitta dell'imperatore riesce a tornare a casa assieme ai suoi amici. In Crash Twinsanity è vittima di un'imboscata di Cortex e viene colpita da un raggio paralizzante e rimane bloccata per gran parte della storia. Dopo essersi ripresa, convinta che Crash sia stato rapito, raggiunge il laboratorio di Cortex e lo colpisce con un calcio: tuttavia causa un malfunzionamento nello Psychetron e rimane nuovamente paralizzata. Compare brevemente nel finale. In Crash Tag Team Racing, durante un inseguimento ad opera di Cortex e i suoi scagnozzi, Crash, Coco e Crunch capitano accidentalmente in un parco di divertimenti sull'orlo del fallimento. Il proprietario del parco, il cyborg Ebeneezer Von Clutch, li recluta come piloti e promette l'intero parco in premio a chi recupererà le sue gemme scomparse (tra cui quella che gli consente di vivere). Coco deduce che il colpevole dei furti abbia a che fare con il frappé Wumpa, ma Crash viene accusato ingiustamente da tutti (lei compresa). In seguito il vero colpevole si scopre essere Willie Wumpa Cheecks, mascotte del parco. In questo gioco mostra per la prima volta una profonda antipatia verso Nina, la nipote di Cortex.
In Crash of the Titans, Coco viene rapita da Cortex e (controllata mentalmente tramite un casco) costretta a costruire un gigantesco robot distruttore. Viene infine salvata da Crash. Nella versione per DS, gestisce invece il Chiosco Evoluzione, un negozio in cui vende a Crash dei potenziamenti alle sue abilità in cambio di aura. In Crash: Il dominio sui mutanti, inizialmente Coco cerca di riparare l'occhio dello sterminatore per utilizzarlo come TV, ma in seguito lei e Crunch vengono ingannati dalle false pubblicità di Cortex e convinti ad indossare l'NV, un dispositivo per il controllo mentale che trasforma chi lo indossa in una versione feroce di se stesso. Ancora una volta viene salvata da Crash.
In Crash Bandicoot: N. Sane Trilogy Coco appare anche come personaggio giocabile in questo capitolo, ed è utilizzabile in più livelli nella trilogia, ma non nei livelli con il cinghiale, in moto, i boss (eccetto N. Gin in Crash 3), i livelli con Polar e i livelli subacquei: questa Coco però proviene dal futuro, ovvero dalla Warp Room di Crash 3, dato che ha hackerato il Time Twister per aiutare Crash nelle sue avventure passate. In Crash Team Racing Nitro-Fueled è un personaggio giocabile. 
In Crash Bandicoot 4: It's About Time viaggerà con Crash nel tempo e tra vari universi aiutandolo a fermare il Dr. N. Tropy e Cortex. Essa sarà un personaggio giocabile per l'intero gioco. inoltre grazie ai livelli flashback contenuti nel gioco scopriamo le sue origini e in che modo è riuscito sfuggire da Cortex.
In Crash On the Run aiuterà Crash a costruire armi per combattere gli scagnozzi di Cortex e rispedirli nelle loro dimensioni. Anche in questa gioco sarà possibile giocare con lei per l'intero gioco inoltre avrà svariate skin sbloccabili così come Crash.
È doppiata in inglese da Vicki Winters in Crash Bandicoot 2: Cortex Strikes Back, Hynden Walch in Crash Team Racing, da Debi Derryberry da Crash Bandicoot: L'ira di Cortex in poi, da Tara Strong in Skylanders Academy e da Eden Riegel in Crash Bandicoot 4: It's About Time, in giapponese da Risa Tsubaki in Crash Boom Bang! e in italiano da Benedetta Ferraro da Crash Bandicoot 2: Cortex Strikes Back a Crash Team Racing, Laura Merli da Crash Nitro Kart a Crash: Il dominio sui mutanti e da Martina Tamburello in Crash Team Racing Nitro-Fueled e Crash Bandicoot 4: It's About Time.

### Crunch Bandicoot
Crunch Bandicoot è un bandicoot antropomorfo e fratellastro di Crash e Coco. Sebbene il suo aspetto sia cambiato più volte durante la serie, egli ha sempre mantenuto una peluria rossa,un fisico muscoloso e un braccio metallizzato.
Era in fase di sviluppo già durante gli esperimenti di Cortex su Crash. Originalmente ostile nei confronti di Crash, diviene poi suo alleato. Crunch appare per la prima volta in Crash Bandicoot: L'ira di Cortex, dove è l'ultima creazione del Dr. Cortex: viene descritto come una super arma geneticamente avanzata di incredibile potenza, ma la mancanza di una fonte di energia lo rendeva inutilizzabile: Questo fino a quando Uka Uka decide così di affiancargli gli Elementali, 4 antiche maschere dotate di mistici poteri. Anche se combatte contro Crash, si rivela arrogante ed eccessivamente sicuro di sé, credendo di poterlo sconfiggere con facilità senza neanche l'aiuto gli Elementali, e ben presto comincia a essere ostile anche a Cortex a causa delle continue sconfitte nonostante il supporto degli Elementali. Durante lo scontro finale con Crash, Crunch comincia a colpire anche Cortex riuscendo infine a liberarsi dal suo controllo: poco prima dell'esplosione della stazione spaziale viene salvato assieme a Crash da Coco e riportato sulla Terra. Dopo quell'episodio, Crunch decide di unirsi ai Bandicoot ed entra a far parte della loro famiglia.
In Crash Bandicoot 2: N-Tranced viene ipnotizzato da N. Trance e costretto a lottare nuovamente contro Crash, ma viene salvato da quest'ultimo: in seguito diventa un personaggio giocabile nei livelli con l'atlasfera. È uno dei personaggi principali in Crash Nitro Kart, dove mostra di essere diventato meno aggressivo rispetto alla prima apparizione e di avere un buon rapporto con Crash, agendo come un fratello maggiore nei confronti suoi e di Coco nonostante sia tecnicamente il più giovane tra i tre. Appare come personaggio giocabile nella modalità multiplayer. Fa una piccola comparsa in Crash Twinsanity quando Cortex vuole organizzare una "festa" per Crash, ma pare che non si renda conto di ciò in cui sia stato coinvolto perché crede che sia davvero il compleanno di Crash e si trova con una torta in mano e si guarda intorno come se non sapesse dove si trova.
In Crash Tag Team Racing viene reso meno intelligente, in più acquisisce un atteggiamento quasi paterno nei confronti dei bandicoot diventando una parodia videoludica di Mr. T. Come tutti i personaggi, il suo aspetto cambia radicalmente in Crash of the Titans: molto meno muscoloso delle precedenti apparizioni, sembra più simile a un diavolo della Tasmania che a un bandicoot. Viene congelato all'inizio del gioco dal dirigibile di Cortex, per poi essere liberato solo alla fine. In Crash: Il dominio sui mutanti appare come quarto boss del gioco insieme a N. Brio. Cortex e N. Brio riescono a prendere il controllo di Crunch con il dispositivo N.VU, ma alla fine Crash riesce a salvarlo.
In Crash Bandicoot Nitro Kart 2 e Crash Team Racing Nitro-Fueled è un personaggio giocabile.
È doppiato in inglese da Kevin Michael Richardson in Crash Bandicoot: L'ira di Cortex e Crash Nitro Kart, da Chris Williams da Crash Tag Team Racing a Crash: Il dominio sui mutanti e da Ike Amadi in Crash Team Racing Nitro-Fueled, in giapponese da Shinya Fukumatsu in Crash Boom Bang! e in italiano da Andrea Piovan in Crash Bandicoot: L'ira di Cortex e da Marco Balbi da Crash Nitro Kart in poi.

### Polar
Polar è un cucciolo di orso polare amico di Crash che debutta in Crash Bandicoot 2: Cortex Strikes Back. Sebbene non sia sempre giocabile, è uno dei personaggi più ricorrenti della serie. Polar aiuta il protagonista nei livelli ambientati sulla neve facendosi cavalcare e, in un'occasione, salva l'amico da Terminorso, un enorme orso polare. Sempre in Crash 2, si trova nella seconda Warp Room. Saltandogli sopra un certo numero di volte si ottengono dieci vite extra. Dopo aver fatto amicizia con Crash, va a vivere con lui, Coco e Aku Aku all'Isola della Follia. Fa quindi una breve apparizione in Crash Bandicoot 3: Warped: lo si vede nei filmati iniziale e finale a casa dei bandicoot.
In Crash Team Racing, in Crash Nitro Kart e in Crash Team Racing Nitro-Fueled è un personaggio giocante. Nell'epilogo di Crash Team Racing si scopre che viene assunto come degustatore di una gelateria speciale. Appare anche in Crash Bash, cavalcato dai personaggi nei livelli stile Polar Push.
Appare di nuovo per breve tempo in Crash Twinsanity. Ha un'espressione furibonda e impugna una mazza da baseball. Secondo una prima bozza di progetto di Crash Twinsanity, Polar avrebbe probabilmente preso parte dei cattivi, ed è di colore grigio. Gli autori hanno spiegato infatti che vuole vendicarsi per essere stato cavalcato da Crash. Altra sua comparsa avviene in Crash Boom Bang! come personaggio giocante, dove assume un aspetto più antropomorfo. Dopo un aggiornamento nell'estate 2010, Polar compare anche come personaggio giocante nella versione per iPhone e iPod Touch di Crash Bandicoot Nitro Kart 3D.
Ritorna su Crash Bandicoot: N. Sane Trilogy con il suo aspetto originale e come personaggio giocabile in Crash Team Racing Nitro-Fueled. 
Appare anche in Crash Bandicoot 4: It's About Time in alcuni livelli dove verrà cavalcato da Crash.
È doppiato in inglese da Debi Derryberry in Crash Nitro Kart e da Misty Lee in Crash Team Racing Nitro-Fueled e in giapponese da Satomi Kōrogi in Crash Team Racing.

### Pura
Pura è un cucciolo di tigre femmina della Cina meridionale che Coco usa come cavalcatura nei livelli a tema cinese di Crash Bandicoot 3: Warped, dove aiuta Coco Bandicoot che, viaggiando nel tempo, si ritrova a dover percorrere la Grande Muraglia cinese all'epoca degli ultimi anni di costruzione.
La sua successiva apparizione in Crash Team Racing, come uno degli otto personaggi principali; nel filmato finale del gioco Pura "chiude la bocca troppo presto" e il suo addomesticatore muore. Appare anche in Crash Bandicoot: L'ira di Cortex nel filmato di introduzione e in quello finale, in Crash Nitro Kart, dove gareggia nella squadra di N. Trance e Dingodile, ipnotizzata insieme a Polar, e in Crash Boom Bang!, dove assume un aspetto antropomorfo, indossando jeans e stando in posizione eretta.
Nei fan più accaniti dei titoli, si è accesa un'argua discussione per capire il sesso della piccola tigre, che viene lasciato intendere essere un personaggio femminile proprio per la stretta amicizia con Coco ma soprattutto per diversi tratti caratteriali, come le lunghe ciglia o il modo in cui sembra guardarsi gli artigli (con il palmo rivolto al terreno).
Da precisare che il design è differente a seconda del titolo a cui vi si riferisce, infatti nei titoli come Crash Bandicoot 3, ove appare come aiutante protagonista, questi tratti sembrano non esserci. Per questi motivi in diversi titoli ci si riferisce a volte con il pronome maschile ed altri con pronome femminile. Nelle versioni italiane ( e tutte le lingue latine ) è considerata sempre un personaggio femminile.
Nelle varie pagine social, alcuni dei suoi doppiatori come Paul Greenberg e Asula Tanii, hanno risposto alle varie domande dei fan, tra le quali emerge proprio il dubbio sul genere del personaggio al quale si rivolgono come un soggetto femminile.
Appare in Crash Team Racing Nitro-Fueled come personaggio giocabile.
È doppiato in inglese da Paul Greenberg in Crash Nitro Kart e da Misty Lee in Crash Team Racing Nitro-Fueled e in giapponese da Asuka Tanii in Crash Boom Bang! e in giapponese da Taeko Kawata in Crash Team Racing.

## Personaggi secondari

### Tawna Bandicoot
Tawna Bandicoot la ragazza di Crash e la classica damigella in pericolo nel primo episodio. Mentre era intrappolata nel castello del Dr. Neo Cortex, appariva anche alla fine di alcune aree bonus, quelle raggiungibili con le tre icone di Tawna. Per i giochi successivi venne scartata per il suo eccessivo sex-appeal (che era già stato considerevolmente abbassato rispetto all'idea originale) in una serie di videogiochi per famiglie. Così fu rimpiazzata da Coco Bandicoot, sorella di Crash, in Crash Bandicoot 2: Cortex Strikes Back.
Secondo il manuale di istruzioni giapponese di Crash Bandicoot 2, Tawna lasciò Crash per Pinstripe Potoroo poco dopo essere stata salvata nel primo gioco. Tawna viene citata nell'epilogo di Crash Bash da Crash stesso, che crede che dopo gli eventi del videogioco Tawna potrebbe ripensare ad una eventuale relazione con lui. . Appare per la seconda e terza volta nel terzo e nel sesto capitolo in un quadro nella casa di Crash e Coco. Inoltre in Crash Twinsanity compare su un cartellone del bar per adulti di Cortex il Moulin Cortex. In Crash Boom Bang!, è un personaggio giocante. In Crash: Il dominio sui mutanti compie un cameo in un poster dentro la casa di Crash. È inoltre apparsa nel manga Crash Bandicoot - Dansu! de Jump! na Daibouken dove lascia Crash per Pinstripe Potoroo.
Tawna inoltre ricompare in Crash Bandicoot: N. Sane Trilogy. Diventa per la prima volta in tutta la storia del franchise un personaggio giocabile in Crash Team Racing Nitro-Fueled dove è ottenibile attraverso un Grand Prix assieme alle Trophy Girls: Isabella, Liz, Ami e Megumi sotto il nome di Nitro Squad.
In Crash Bandicoot 4: It's About Time compare per la prima volta una versione alternativa di Tawna in cui lei è la protagonista del suo universo. Nel gioco viene anche rivelato che i Crash e Coco di quella dimensione furono uccisi dalla Dottoressa N.Tropy, variante femminile di N.Tropy in quella dimensione.
È doppiata in inglese da Debi Derryberry in Crash Bandicoot: N. Sane Trilogy e da Misty Lee in Crash Team Racing Nitro-Fueled, in giapponese da Akiko Toda in Crash Boom Bang! e in italiano da Cristiana Rossi in Crash Team Racing Nitro-Fueled.

### Penta Pinguino
Penta Pinguino (Penta Penguin) è un pinguino che appare come personaggio secondario in alcuni titoli della saga. Penta fa la sua prima apparizione nel manga Dansu! De Jump! Na Daibouken. Appare in seguito in Crash Team Racing, dove è un personaggio segreto, ottenibile tramite un codice componibile semplicemente con i tasti del DualShock. Appare nuovamente in Crash Team Racing Nitro-Fueled. Penta si presenta come un normale pinguino pressoché identico ai pinguini nemici che appaiono in Crash 2, con la differenza che indossa una sciarpa viola. In Crash Bandicoot: N. Sane Trilogy viene rivelato che Penta non è altri che il pinguino apparso durante la battaglia boss con Dingodile su Crash 3.
È doppiato in inglese da Andrew Morgado in Crash Team Racing Nitro-Fueled e in giapponese da Chie Kōjiro in Crash Team Racing.

### Baby T
Baby T è un cucciolo di Tyrannosaurus Rex. Appare per la prima volta in Crash Bandicoot 3: Warped nei livelli 11 e 32, dove aiuta il protagonista a fuggire da un triceratopo, nonché nel filmato finale del gioco. Baby T fa anche un cameo in Crash Team Racing, dove compare in alcune scene finali del gioco. Sebbene fosse originalmente prevista una sua apparizione in Crash Bash, dove sarebbe stato cavalcato da tutti i giocatori nel livello Dragon Drop, e in Crash of the Titans, dove si prevedeva il suo rapimento con Pura, le due idee vennero poi scartate. Appare come personaggio giocabile Crash Team Racing Nitro-Fueled.
È doppiato in inglese da Ike Amadi in Crash Team Racing Nitro-Fueled.

### Finto Crash
Finto Crash (in inglese Fake Crash) è un alter ego di Crash proveniente da una dimensione parallela. Viene originalmente presentato come un nemico del protagonista, ma diviene suo alleato a partire da Crash Bandicoot 2: N-Tranced. Finto Crash è di origine giapponese (a giustificare la sua popolarità nel Sol Levante), l'idea del personaggio venne infatti ai membri del gruppo della Naughty Dog dopo aver visto un giocattolo giapponese di scarsa qualità raffigurante Crash Bandicoot, che subito soprannominarono Trash Bandicoot (letteralmente Spazzatura Bandicoot).
All'inizio, non è un personaggio importante nella serie. La sua prima comparsa avviene come extra in Crash Bandicoot 3: Warped, dove lo si vede danzare una brutta copia del ballo di Crash in 3 livelli (Toad Village, Makin' Waves e Hog Ride) dopo aver raggiunto il 102%. Nel gioco successivo, Crash Team Racing, gareggia con la macchina argentata e si sblocca ottenendo la gemma viola. Nella versione giapponese di Crash Bash, Finto Crash è sbloccabile tramite una combinazione segreta di tasti.
Il suo primo ruolo rilevante lo ottiene in Crash Bandicoot 2: N-Tranced, quando è confuso con il vero Crash da N. Trance, il quale lo ipnotizza e lo convince a lottare dalla sua parte. È il terzo boss del gioco, dove imita le mosse di Crash. Dopo essere stato sconfitto, aiuta il suo gemello a sconfiggere N. Trance. Dopo la sconfitta di N. Tropy, prende parte della famiglia bandicoot. La sua seguente apparizione in Crash Nitro Kart, nel quale gareggia con la Squadra Bandicoot.
Appare inoltre in Crash Bandicoot Purple: Ripto's Rampage, incatenato alla fine di una scalinata nella mondo dei draghi. È un personaggio giocabile in Crash Boom Bang!. Appare anche come cattivo nel gioco Skylanders: Imaginators. Appare nuovamente in Crash Bandicoot: N. Sane Trilogy sempre nei livelli sopracitati e in Crash Team Racing Nitro-Fueled come personaggio giocabile.
Finto Crash è uno dei pochi personaggi di Crash di cui ancora non si capisca la sua indole.In Crash Team Racing è protetto da Uka Uka, ma in Crash Bandicoot 2: N-Tranced prende parte della famiglia bandicoot. Inoltre, in Crash Nitro Kart, a differenza di CTR, è protetto da Aku Aku e in Skylanders Imaginators Finto Crash aiuta Cortex a creare un macchinario per dominare l'Isola Wumpa mentre nel remake Crash Team Racing Nitro-Fueled è di nuovo protetto da Uka Uka.
È doppiato in inglese da Micheal Connor in Crash Team Racing, da Dwight Schultz in Crash Nitro Kart e da Andrew Morgado in Crash Team Racing Nitro-Fueled, in giapponese da Makoto Ishii in Crash Boom Bang! e in italiano da Andrea Piovan in Crash Team Racing.

### Spyro
Spyro è un giovane draghetto viola particolarmente spavaldo e testardo, nonché coraggioso e di buon cuore. Incontra Crash e Aku Aku in Crash Bandicoot Fusion dove viene inizialmente scambiato per un nemico; risolto il malinteso Spyro e Crash fanno amicizia e decidono di allearsi per fronteggiare i loro nemici comuni, ovvero Ripto e Cortex, i quali hanno unito le forze per sconfiggere le loro storiche nemesi. Spyro è apparso anche in altri giochi della serie, nella versione per Game Boy Advance di Crash Nitro Kart è un personaggio sbloccabile della squadra di N. Trance, in Crash Twinsanity compie un breve cameo nella sala del tesoro dei Gemelli cattivi dove riesce a fermare N. Tropy, N. Gin e N. Brio dal rubare delle gemme e in Crash Team Racing Nitro-Fueled come personaggio giocabile.

### Pasadena O'Possum
Pasadena O'Possum è una femmina di opossum antropomorfa.. Ha fatto finora le sue uniche comparse in Crash Tag Team Racing e Crash Team Racing Nitro-Fueled.
Nel gioco, gareggia per Von Clutch per cercare di ritrovare la gemma del Potere perduta. 
È doppiata in inglese da Shanelle Workman in Crash Tag Team Racing e da Debi Derryberry in Crash Team Racing Nitro-Fueled e in italiano da Emanuela Pacotto.

### Ebeneezer Von Clutch
Ebeneezer Von Clutch (a volte semplicemente Von Clutch o erroneamente Ebenezer), è un basso cyborg verde.. È finora apparso solamente in Crash Tag Team Racing e in Crash Team Racing Nitro-Fueled.
È il proprietario di Motor World, parco dove si svolgono corse automobilistiche. Un giorno, le gemme che danno potenza al parco e la Gemma Nera del potere che tiene Von Clutch in vita viene rubata da un misterioso ladro. Per salvarsi recluta Crash, Coco, Crunch, Cortex, Nina e N. Gin per recuperare le gemme rubate e dare in premio la proprietà del suo parco per chiunque riesca a recuperare tutte le gemme. Per non rischiare di perdere Motor World, però, Von Clutch ingaggia l'esperta Pasadena O'Possum. Dopo aver recuperato il maltolto, Crash scopre che il misterioso ladro non è altro che Willie Wumpa Cheeks, la mascotte del parco. Dopo aver impedito la fuga di Willie nello spazio, Von Clutch dona come ricompensa a Crash e i suoi amici ingressi gratis per tutta la vita a Motor World. Però Crash Bandicoot, dando una pacca a Von Clutch, fa saltare in aria la gemma del cuore nero, facendo rimanere il cyborg senza forze. Il suo nome è un probabile riferimento ad Ebenezer Scrooge, l'avido protagonista del Canto di Natale di Charles Dickens.
È doppiato in inglese da Danny Mann in Crash Tag Team Racing e da John DiMaggio in Crash Team Racing Nitro-Fueled e in italiano da Luca Bottale in Crash Tag Team Racing e da Andrea De Nisco in Crash Team Racing Nitro-Fueled.

### Chick Ventriglio e Stew
Chick e Stew sono due polli antropomorfi e giornalisti televisivi. Simili di aspetto con la differenza che Chick ha una regolare cresta rossa mentre Stew ha un lungo ciuffo di capelli blu (ovviamente un parrucchino) ma, all'occorrenza, indossa altri cappelli o parrucche nel tempo di un cambio inquadratura. Appaiono per la prima volta in Crash Tag Team Racing dove presentano il parco di Von Clutch e in seguito riappaiono su Crash Team Racing Nitro-Fueled nel quale presentano i Gran Premi che si svolgono ogni mese.. 
Sono doppiati rispettivamente in inglese da Roger Craig Smith e Kevin Michael Richardson mentre in italiano da Luca Sandri e Marco Balzarotti.

### Yaya Panda
Yaya Panda è una femmina di panda che vive in una foresta di bambù. Quando Nitros Oxide minacciò di voler distruggere la sua foresta, si inviò a Crash una richiesta di aiuto. Sconfiggendo Oxide in una gara di Kart avrebbe riavuto la foresta. Ha esordito nel 2008 nel gioco di corsa su Kart per iPhone e iPod touch dal titolo Crash Bandicoot Nitro Kart 3D. Yaya è il primo personaggio principale ad essere stato creato per un gioco per piattaforme mobile nella serie di Crash. In seguito è apparsa in Crash Bandicoot Nitro Kart 2 e Crash Team Racing Nitro-Fueled in entrambi i casi come personaggio giocabile.
È doppiata in inglese da Stephanie Sheh e in italiano da Vera Calacoci.

### Re Pollo
Re Pollo (in inglese King Chicken) è un comune pollo bianco con una corona in testa. Fa la sua prima apparizione su Crash Team Racing Nitro-Fueled come personaggio segreto, ottenibile trovando cinque uova d'oro nascoste tra le varie piste. Incredibilmente abile nella guida dei kart, la sua corona gli è stata donata da Stew.

### Maschere Quantiche
Le Maschere Quantiche (in inglese Quantum Masks) sono un gruppo di quattro maschere che aiuteranno Crash e Coco, e sono apparsi nel gioco Crash Bandicoot 4: It's About Time. I loro nomi sono Kupuna-Wa (una maschera del tempo, in grado di rallentare o fermare il tempo), Ika-Ika (una maschera della gravità, in grado di manipolare la gravità e permettere ai personaggi di camminare su pareti e soffitti), Lani-Loli (una maschera dello spazio, in grado di rendere immateriali alcuni oggetti o ostacoli facendone apparire contemporaneamente altri) e Akano (una maschera della materia oscura, in grado di far ruotare violentemente il personaggio e permettergli di planare e distruggere casse altrimenti indistruttibili).

### CatBat
CatBat è un gatto pipistrello apparso per la prima volta nei titoli di coda di Crash Bandicoot 4, è stato poi inserto come personaggio giocabile in Crash Team Rumble.
Poco prima dell'uscita di Crash Team Rumble nei profili Instagram e Twitter del gioco è stato confermato essere un personaggio non binario.

## Antagonisti

### Dr. Neo Cortex

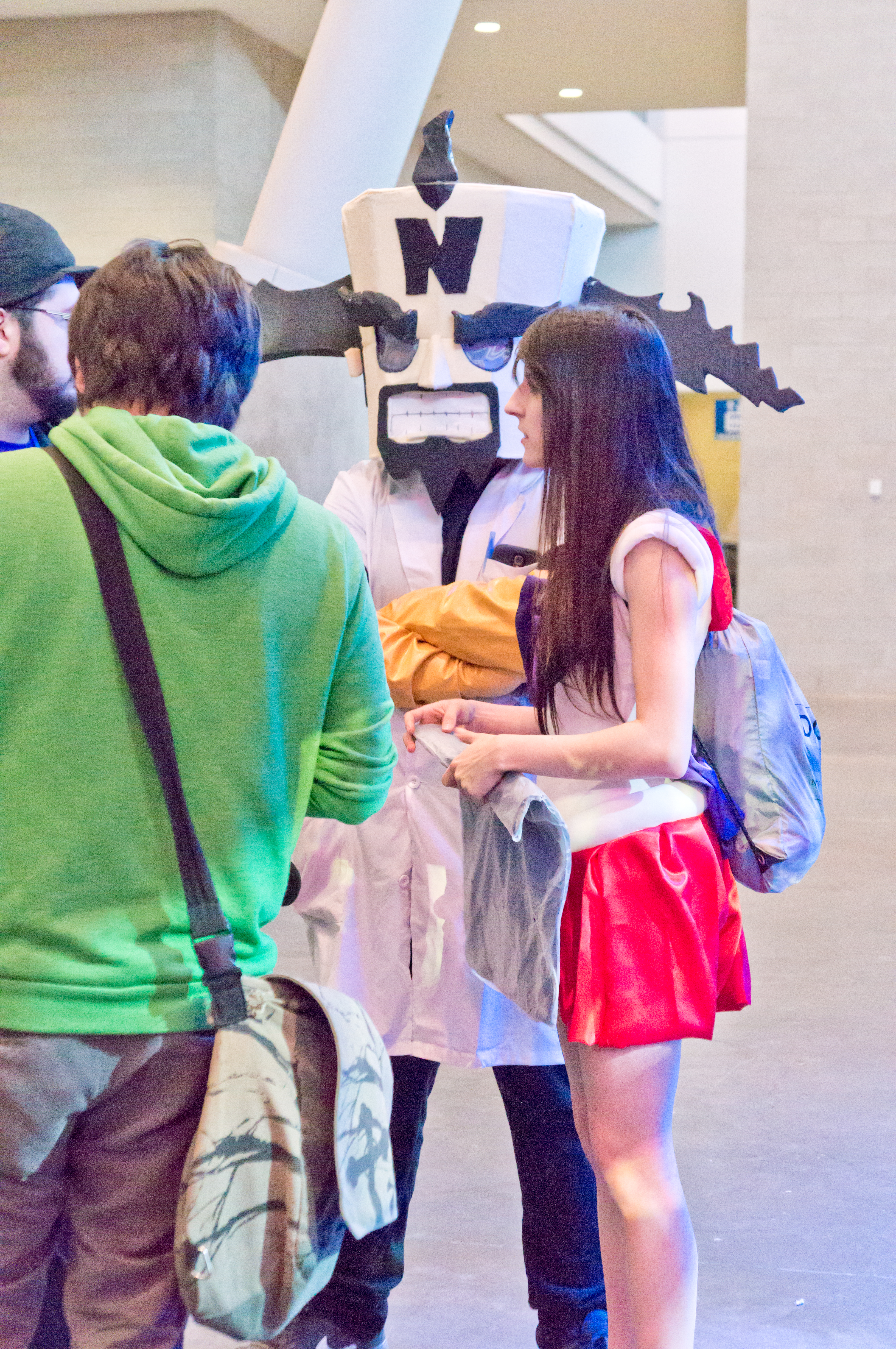
Cosplay di Neo Cortex

Il dottor Neo Cortex è uno dei due antagonisti principali della serie, assieme a Uka Uka. È uno scienziato pazzo basso e dalla pelle gialla, megalomane, prepotente,narcisista e perennemente malvagio che aspira alla conquista della terra, sebbene i suoi piani falliscano sempre a causa di Crash.Nei giochi successivi il carattere dello scienziato è diventato molto più comico,goffo e infantile e spesso si dimostra un fedele alleato per Crash e i suoi amici come in  Crash Twinsanity e in Crash Bandicoot 4: It's About Time.Ciò nonostante resta comunque l'antagonista principale della serie.

### Uka Uka
Uka Uka è uno spirito dall'aspetto di una maschera voodoo nonché fratello gemello di Aku Aku. È alleato e leader supremo del dottor Cortex nonché uno dei due antagonisti principali della serie, assieme a quest'ultimo. In Crash Bandicoot 3: Warped grossi pezzi del Cortex Vortex si schiantano su un'antica prigione-tempio, che teneva rinchiuso Uka Uka, fratello gemello di Aku Aku e maestro grigio di Cortex. Dopo aver salvato Cortex dallo spazio, si infuria con lui a causa dei precedenti fallimenti e alla perdita dei cristalli, ora sparsi in giro per lo spazio; tuttavia, dato che Cortex è riuscito a liberarlo, decide di aiutarlo, e per recuperare cristalli e gemme si rivolge al Dr. Nefarious Tropy che crea una macchina del tempo con lo scopo di recuperare i cristalli nelle loro epoche d'origine. Crash e Coco riescono però ad ostacolare i loro piani, sconfiggendo gli scagnozzi di Cortex e recuperando tutti i cristalli e le gemme; durante la battaglia finale nel centro di comando della macchina, Uka Uka affronta il suo gemello Aku Aku ma nel frattempo Cortex viene sconfitto: in quel momento, la mancanza di manutenzione da parte dello sconfitto N. Tropy causa un malfunzionamento che fa esplodere il Tornado del tempo, facendo regredire i due scienziati a neonati e catapultandoli assieme ad Uka Uka in una sorta di prigione temporale.
In Crash Team Racing appare come tutorial e protezione per i personaggi malvagi, riportandoli in pista o fornendo invincibilità temporanea se chiamato tramite cassa. In Crash Bash è deciso a risolvere una volta per tutte il conflitto col fratello, ma poiché gli antichi non permetterebbero uno scontro diretto fra i due viene invece organizzato un torneo del bene contro il male. Appare anche come ostacolo nel livello Melt Panic. Inoltre si possono scegliere due finali riguardanti anche Uka Uka; se si sceglie di far vincere il male Uka Uka si impadronisce dell'universo, se invece si sceglie di far vincere il bene Uka Uka viene intrappolato in una prigione spazio temporale per l'eternità. In Crash Bandicoot XS appare solo nell'introduzione, dove supervisiona il piano di Cortex di restringere il pianeta Terra a dimensioni microscopiche.
In Crash Bandicoot: L'ira di Cortex durante un meeting con i suoi scagnozzi sulla nuova stazione spaziale, Uka Uka mette Cortex sotto pressione, costringendolo a rivelare di aver lavorato in segreto su una nuova arma: Crunch, un bandicoot geneticamente avanzato a cui però manca una fonte di energia; per risolvere il problema, Uka Uka libera un gruppo di antiche maschere, gli Elementali, e dopo aver attaccato Aku Aku al tempio, li affianca a Crunch. Tuttavia anche questo bandiccot è in realtà vittima del controllo mentale, e comincia a ribellarsi durante lo scontro finale con Crash: furioso per l'ennesimo fallimento, Uka Uka cerca di colpire Cortex con una sfera di energia ma colpisce invece un punto vitale della nuova base spaziale, causandone la distruzione. I due si salvano ma si ritrovano isolati su un iceberg vagante nell'Antartide. In Crash Bandicoot 2: N-Tranced, frustrato dal precedente fallimento di Cortex, si rivolge ad N. Tropy che decide di assoggettare i bandicoot grazie ad N. Trance, maestro dell'ipnotismo. Ancora una volta i loro piani non vanno a buon fine, e Uka Uka giura vendetta dichiarando che la prossima volta agirà di persona.
In Crash Nitro Kart, proprio come avvenuto in CTR, appare come tutorial e supporto alla squadra Cortex. In Crash Twinsanity è ancora imprigionato nel ghiaccio dopo gli eventi de L'ira di Cortex, viene accidentalmente liberato da Crash e Cortex: stufo dei due, Uka Uka usa i suoi poteri per diventare un golem di ghiaccio e attacca i due. Dopo essere stato sconfitto viene convinto da Aku Aku ad allearsi con lui per sconfiggere i Gemelli cattivi: i due si recano nella decima dimensione ma vengono facilmente sconfitti e rispediti nel loro mondo.
In Crash of the Titans Cortex rapisce Coco con l'intento di costringerla a costruire per lui lo Sterminatore, un gigantesco robot da guerra, ma Uka Uka, stufo dei suoi continui fallimenti, decide di rimpiazzarlo con la nipote Nina. Dopo essere stato raggiunto da Crash nel suo laboratorio, Uka Uka utilizza l'evolvo-raggio su se stesso, diventando un enorme mostro di legno ma viene nuovamente sconfitto. In Crash: Il dominio sui mutanti Cortex si ricongiunge a Nitrus Brio assieme alla quale crea l'N.V, un dispositivo che trasforma chiunque lo indossi in una bestia feroce: Uka Uka viene tradito da Cortex, che lo imprigiona e lo attacca ad una macchina che risucchia la sua aura magica per potenziare gli NV. Liberato da Crash e Aku Aku, giura vendetta e usa i suoi potei per abbattere la stazione spaziale di Cortex. In Skylanders: Imaginators appare come supporto per Cortex.
In Crash Bandicoot: N. Sane Trilogy torna a ricoprire il suo ruolo di antagonista al fianco di Cortex mentre in Crash Team Racing Nitro-Fueled appare come protezione dei personaggi cattivi.
In Crash Bandicoot 4: It's About Time appare all'inizio del gioco, nel quale usa tutto il suo potere per aprire dei varchi, causando uno strappo nel tessuto temporale, svenendo al termine di esso, venendo abbandonato esanime sia da Cortex sia da N. Tropy. Ricompare alla fine del gioco nel finale segreto del 106%, dopo che Cortex è stato esiliato dalle Maschere Quantiche.
È doppiato in inglese da Clancy Brown da Crash Bandicoot 3 a Crash Nitro Kart, da Alex Fernàndez in Crash Twinsanity e da John DiMaggio da Crash of the Titans in poi e in italiano da Siro Carraro in Crash Bandicoot 3 e Crash Team Racing, Giorgio Melazzi in Crash Bash, Massimo Marinoni in Crash Bandicoot: L'ira di Cortex, Antonio Paiola da Crash Nitro Kart a Crash: Il dominio sui mutanti e da Gianni Gaude in Skylanders: Imaginators, Crash Bandicoot: N. Sane Trilogy e Crash Team Racing Nitro-Fueled.

### Dr. Nitrus Brio
Il dottor Nitrus Brio, spesso abbreviato N. Brio o a volte semplicemente Brio, è la prima persona che affiancò il Dr. Neo Cortex nei suoi loschi progetti. Come Cortex, studiò all'Accademia del Male di Madame Amberley, dove venne disegnato il primo prototipo dell'Evolvo-Ray. Tuttavia, la sua mancanza di autostima permise al dottor Cortex di prendersi il merito della creazione. È il penultimo boss nel primo Crash Bandicoot, in cui affronta Crash nel suo laboratorio, dapprima attaccandolo lanciandogli delle pozioni (una esplosiva, e un'altra in grado di produrre dei mostri gelatinosi) e successivamente bevendo una pozione che lo trasforma in un gigantesco mutante simile a Hulk. Riappare in Crash Bandicoot 2, stavolta come antieroe; separatosi da Cortex e rimpiazzato dal Dr. N. Gin, il personaggio pianifica un piano per eliminare il suo ex collega, apparentemente per non avergli dato crediti durante la loro carriera. Appreso che Crash (sotto inganno) sta aiutando Cortex a raccogliere i cristalli, N. Brio cerca di convincerlo a raccogliere le 42 Gemme per fermare Cortex, e non riuscendoci in un primo momento manda i suoi scagnozzi per fermarlo. Dopo che Crash scopre le vere intenzioni di Cortex (usare l'energia dei cristalli per il Cortex Vortex e rendere schiava l'umanità), decide di allearsi con N. Brio, consegnandoli le gemme per attivare un cannone laser che distrugge la base spaziale di Cortex.
In Crash Bash lotta di nuovo a fianco di Cortex, probabilmente perché costretto da Uka Uka. In Crash Twinsanity fa squadra con N. Tropy per sconfiggere Cortex e appropriarsi del Tesoro dei Gemelli cattivi. In Crash: Il dominio sui mutanti, appare come quarto boss del gioco insieme a Crunch. Diventerà un'altra volta alleato di Cortex (anche se con qualche dissapore tra i due), aiutandolo nel suo ennesimo piano di conquista del mondo. Ricompare nei titoli Crash Bandicoot: N. Sane Trilogy e Crash Team Racing Nitro-Fueled.
È doppiato in inglese da Brendan O'Brien in Crash Bandicoot e Crash Bandicoot 2: Cortex Strikes Back, da Maurice LaMarche in Crash: Il dominio sui mutanti e Crash Bandicoot: N. Sane Trilogy, da Tom Kenny in Crash Team Racing Nitro-Fueled e da Roger Craig Smith in Crash Bandicoot 4: It's About Time mentre in italiano da Andrea Piovan in Crash Bandicoot 2: Cortex Strikes Back, da Luca Sandri in Crash: Il dominio sui mutanti e da Oliviero Corbetta in Crash Bandicoot: N. Sane Trilogy, Crash Team Racing Nitro-Fueled e Crash Bandicoot 4: It's About Time.

### Dr. N. Gin
Il dottor N. Gin è uno scienziato aiutante di Cortex divenuto un cyborg in seguito ad un incidente con un missile (che gli è rimasto conficcato e inesploso sulla testa). Vanta grandi conoscenze sulla tecnologia. Prima degli eventi di Crash Bandicoot 2 il Dr. N. Gin era uno stimato fisico nell'industria della difesa, ma dopo un taglio del budget un suo esperimento missilistico fallì e lo colpì in testa. Essendo impossibile rimuovere il missile, venne ricostruito come sistema di supporto cibernetico trasformandolo in un cyborg, ma tale processo influì sulla sua sanità mentale. Quando N. Gin è arrabbiato o stressato, il missile riprende a funzionare. Poco dopo l'incidente un suo vecchio collega, il Dr. Neo Cortex, lo assume e sfrutta le sue doti di ingegnere per costruire il "Cortex Vortex", un'enorme stazione spaziale capace di praticare il lavaggio del cervello all'intero pianeta. Tuttavia al Vortex manca la potenza necessaria per adempiere al suo scopo e le analisi di N. Gin sul misterioso cristallo trovato da Cortex rivelano che ne servono altri 25 sparsi su tutto il pianeta. Dopo che Crash ha sconfitto tutti i mutanti mandati da N. Brio e raccolto 20 cristalli, N. Gin viene mandato da Cortex a recuperarli, tuttavia Crash (messo in guardia dalla sorella Coco riguardo ai veri piani di Cortex) si rifiuta e riesce a mandare in corto il robot di N. Gin lanciando dei frutti wumpa all'interno dei suoi meccanismi, facendolo esplodere e catapultando il cyborg nello spazio.
In Crash Bandicoot 3: Warped viene mandato ancora una volta a combattere Crash: ha ricostruito e migliorato il suo mecha, con armamenti aggiuntivi e un sistema di aggancio con altri componenti ma viene sconfitto da Coco sulla Luna. In Crash Team Racing è un personaggio giocabile di livello intermedio (classe 2); nell'epilogo si viene a sapere che ha aperto un negozio di ricambi per auto a Toledo nell'Ohio, ma ha dovuto chiudere dopo un pesante richiamo a causa dei danni creati del suo "Missile-Pulisci-Strada". La sua pista è il "Lab. N. Gin". In Crash Bash non prende parte al torneo, ma appare comunque come ostacolo nel livello N.Ballism. In Crash Bandicoot XS appare come secondo boss, dove combatte con Crash usando un mecha simile a quello utilizzato in Warped. A causa di un malfunzionamento del Minimizzatore Planetario, si fonde temporaneamente con Cortex, Tiny e Dingodile creando il mostro noto come "Megamix".
In Crash Bandicoot: L'ira di Cortex come gli altri scagnozzi fa una breve comparsa nell'introduzione e poi ancora come ostacolo nei livelli con l'atlasfera e l'aeroplano e come sfidante nel livello di gara automobilistica Smokey e il Bandicoot. In Crash Bandicoot 2: N-Tranced appare come personaggio giocabile nella modalità multiplayer dove è possibile sbloccarlo collegando Crash Bandicoot 2: N-Tranced a Crash Bandicoot XS. In Crash Nitro Kart viene rapito assieme a Cortex e Tiny e costretto a gareggiare dall'Imperatore Velo XXVII. Dopo la sconfitta di quest'ultimo, N. Gin si ritrova bloccato sul mondo alieno di Terranea assieme ai suoi compagni. In Crash Twinsanity come gli altri nemici, si presenta alla "festa" organizzata per Crash a bordo del Mecha Bandicoot, ma dopo essere stato sconfitto si ritira sulla sua corazzata navale da battaglia, dove affronta ancora una volta Crash. In seguito si allea con Nefarious Tropy e Nitrus Brio sfruttando le risorse della sua compagnia per appropriarsi del tesoro dei Gemelli cattivi, ma una volta raggiunta la decima dimensione viene scacciato da Spyro. In questo gioco, il suo aspetto non è cambiato molto, ma la sua pelle è diventata giallastra, come se si stesse decomponendo.
In Crash Tag Team Racing finisce assieme a Cortex e Nina nel parco a tema Motor World di Von Clutch e qui consiglia al suo capo di impossessarsi del luogo per usarlo come copertura per le loro operazioni, ma il piano fallisce e vengono nuovamente sconfitti. In questo gioco, il suo camice da laboratorio diventa grigio, i suoi capelli diventano viola, la sua pelle grigia e il missile è conficcato più profondamente nella sua testa. Anche la sua personalità è stravolta: da calmo e calcolatore diventa masochista, ruffiano e squilibrato, sviluppando gravi sbalzi d'umore, tratti effemminati (chiede anche a Crash di prendergli un tutù da ballerina per renderlo più bello) e un'ossessione per la rovina.
In Crash Bandicoot: N. Sane Trilogy è un boss in due diverse occasioni mentre in Crash Team Racing Nitro-Fueled è un personaggio giocabile.Compare anche in Crash Bandicoot 4: It's About Time come primo boss da affrontare.
È doppiato in inglese da Brendan O'Brien da Crash Bandicoot 2: Cortex Strikes Back a Crash Team Racing, da Corey Burton in Crash Bandicoot: L'ira di Cortex, Crash Bandicoot: N. Sane Trilogy, Crash Team Racing Nitro-Fueled e Crash Bandicoot 4: It's About Time e da Quinton Flynn in Crash Nitro Kart e Crash Twinsanity, Nolan North da Crash Tag Team Racing a Crash: Il dominio sui mutanti e in italiano da Andrea Piovan da Crash Bandicoot 2: Cortex Strikes Back a Crash Bandicoot: L'ira di Cortex, Gianni Quillico da Crash Nitro Kart e Crash: Il dominio sui mutanti e da Oliviero Corbetta in Crash Bandicoot: N. Sane Trilogy, Crash Team Racing Nitro-Fueled e Crash Bandicoot 4: It's About Time.

### Papu Papu
Papu Papu è il capo sciamano di una tribù indigena di N. Sanity Island. I suoi passatempi preferiti sono mangiare e dormire. È un personaggio neutrale. Come regola, prova antipatia verso chiunque, specie se lo si sveglia da uno dei suoi tanti sonnellini giornalieri, o viene interrotto mentre sta mangiando.
Appare come primo boss in Crash Bandicoot e in Crash Bash (Papu Pummel), come secondo boss in Crash Team Racing e fa un'apparizione anche in Crash Twinsanity nel Villaggio Indiano. In Crash Bash si scopre la sua magica capacità di evocare cloni in miniatura di Crash, donatagli probabilmente dallo stesso Uka Uka durante il loro contatto. Molte volte manda le sue guardie indigene contro Crash, ma queste vengono sempre eliminate in qualche modo. In Crash Twinsanity cerca di sacrificare Cortex al Dio Totem senza successo. Appare in Crash Team Racing Nitro-Fueled come personaggio giocabile.
È doppiato in inglese da David Siller in Crash Bandicoot, da David Anthony Pizzuto in Crash Team Racing e da Dwight Schultz da Crash Twinsanity in poi e in italiano da Alessandro Ricci in Crash Team Racing e da Stefano Albertini in Crash Team Racing Nitro-Fueled.

### Ripper Roo
Ripper Roo è un canguro che indossa un camice di forza.. È in grado di trasformare porzioni del terreno su cui salta in casse di trinitrotoluene. Compare per la prima volta in Crash Bandicoot: primo esperimento (fallito) di Cortex con l'Evolvo-Ray, viene mandato a combattere Crash nei pressi di un tempio su una cascata ma viene sconfitto dai suoi stessi esplosivi.. Un anno dopo, in Crash Bandicoot 2: Cortex Strikes Back viene mandato stavolta da N. Brio a fermare la raccolta di cristalli da parte di Crash, ma viene nuovamente sconfitto. Compare ancora in Crash Team Racing, dove è il primo boss e personaggio sbloccabile; nell'epilogo diventa governatore di uno stato, conquistando il favore dell'elettorato con il motto "Pazzo è chi il pazzo fa". La sua pista è la "Fiale di Roo".
Appare come ostacolo in Crash Bash, nel livello El Pogo Loco e fa una breve comparsa in Crash Twinsanity alla "festa" organizzata per Crash; torna infine come personaggio giocabile in Crash Bandicoot Nitro Kart 3D e in Crash Bandicoot Nitro Kart 2. È apparso anche in Crash Bandicoot: N. Sane Trilogy come boss e in Crash Team Racing Nitro-Fueled come primo boss e personaggio giocabile.
È doppiato in inglese da Dal McKennon in Crash Bandicoot, Crash Bandicoot 2 e Crash Team Racing, da Jess Harnell in Crash Bandicoot: N. Sane Trilogy e da Andrew Morgado in Crash Bandicoot: N. Sane Trilogy.

### Koala Kong

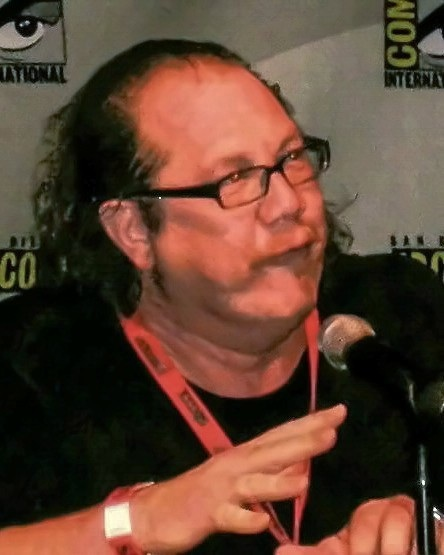
Fred Tatasciore ha doppiato vari personaggi della serie, fra cui Koala Kong, Dingodile e Komodo Moe

Kong è un koala antropomorfo di grandi dimensioni, che indossa una maglietta rossa e pantaloni gialli. Risultato di un esperimento genetico, Kong dispone di una grande forza fisica (inferiore comunque a quella di Tiny Tiger). È lo scagnozzo più stupido di Cortex,dato che quando il dottore lo ha creato ha messo troppi protoni nei suoi muscoli e non abbastanza nel cervello.
In Crash Bandicoot, viene mandato ad affrontare Crash all'interno di una miniera situata dentro ad un vulcano; data la sua scarsa intelligenza, la strategia di Kong si limita nel lanciare a Crash delle grosse pietre, che tuttavia gli verranno rispedite indietro causando la sua sconfitta. Nel finale alternativo (non canonico) si trasferisce ad Hollywood e porta a termine un progetto per un film con la Universal Proportions, lavorando con uno specialista per migliorare la sua dizione.
Ricompare in Crash Bash come personaggio giocabile, dove viene reclutato come membro della squadra di Uka Uka; è il campione del minigioco "Ballistix". Fa un'altra comparsa in Crash Twinsanity durante la "festa" organizzata per Crash. Koala Kong ritorna come boss nel remake Crash Bandicoot: N. Sane Trilogy e come personaggio giocabile in Crash Team Racing Nitro-Fueled.
È doppiato in inglese da Fred Tatasciore in Crash Bandicoot: N. Sane Trilogy.

### Pinstripe Potoroo
Don Pinstripelli Potorotti (meglio noto come Pinstripe Potoroo) è un potoroo antropomorfo che indossa un elegante smoking rosso con camicia verde. Ha un'attitudine da gangster degli anni trenta ed è armato di un mitragliatore. Fa la sua prima apparizione come guardia del Corpo del Dr. Cortex in Crash Bandicoot, dove si appura che è stato nominato amministratore delegato dove è messo a capo dell'industria "Cortex Power", la centrale elettrica dell'isola, che ha salvato dalla bancarotta grazie alle sue competenze nella gestione e nella contabilità. Pinstripe affronta Crash nel suo ufficio, che si affaccia proprio sulla sala del generatore principale: viene però sconfitto, e mentre si accascia al suolo una raffica del suo mitra colpisce il generatore, lasciando il castello di Cortex temporaneamente senza energia. Nel finale alternativo, si trasferisce a Chicago dove avvia una compagnia di sanamento cittadina: tutto ciò per raccogliere denaro necessario alla sua candidatura a governatore.
Appare nuovamente in Crash Team Racing come quarto boss e pilota di livello intermedio (classe 2); nell'epilogo si scopre che si è trasferito nel New Jersey come venditore di automobili usate. La sua pista è Via Aria Calda. Come molti altri antagonisti, fa una breve comparsa in Crash Twinsanity durante il "party" per Crash. È un personaggio giocabile in Crash Boom Bang! al fianco della sua ragazza Tawna. Appare in Crash Bandicoot: N. Sane Trilogy come boss e in Crash Team Racing Nitro-Fueled come boss e personaggio giocabile.
È doppiato in inglese da Brendan O'Brien in Crash Bandicoot e Crash Team Racing, da Jess Harnell in Crash Bandicoot: N. Sane Trilogy e da Robbie Daymond in Crash Team Racing Nitro-Fueled, in giapponese da Takahiro Yoshino in Crash Boom Bang! e in italiano da Massimo Marinoni in Crash Team Racing e da Francesco Mei in Crash Team Racing Nitro-Fueled.

### Fratelli Komodo
I Fratelli Komodo (Komodo Brothers in inglese, ovvero Komodo Moe e Komodo Joe) sono due varani di Komodo antropomorfi abilissimi nell'uso delle spade e nati dai tentativi di Nitrus Brio di esporre ai raggi dell'Evolvo-Ray più creature in una volta sola. Indossano entrambi due abiti viola e un elmetto dorato. Dei due, Moe si presenta più grosso e temibile, mentre Joe è più snello e piccolo. Joe è astuto e parla in modo simile a Kaa, personaggio del film Disney Il libro della giungla; non si sa invece granché sulla personalità di Moe, ma cosa certa è la sua scarsa intelligenza, compensata da una notevole forza fisica. I Fratelli Komodo furono ideati dal disegnatore Charles Zembillas già per il primo Crash Bandicoot, ma furono in seguito rimandati (assieme a Tiny, N. Gin e Coco) al secondo capitolo.
I Komodo Bros. fanno il loro debutto ufficiale in Crash Bandicoot 2: Cortex Strikes Back, come secondo boss, armati di scimitarra: vengono sconfitti da Crash senza troppi problemi. In Crash Team Racing, Joe appare come terzo boss e personaggio giocabile di livello intermedio: la sua pista è Miniere Drago". Nell'epilogo si scopre che si trasferisce a Zurigo per aprire uno spaccio di pietre preziose, "Da Joe l'onesto", ma alla fine verrà accusato di contrabbando dopo varie operazioni equivoche. I due appaiono in Crash Bash, come boss nel livello Big Bad Fox a bordo di due carri armati.
In seguito appariranno solo come cameo: come quadro nel livello Draghi e maghi di Crash Bandicoot: L'ira di Cortex e come statua nella pista Giungla party in Crash Nitro Kart. Riappaiono nel remake Crash Bandicoot: N. Sane Trilogy come boss e Crash Team Racing Nitro-Fueled come personaggi giocabili.
Komodo Moe è doppiato in inglese da Brendan O'Brien in Crash Bandicoot 2 e Crash Bash e da Fred Tatasciore in Crash Bandicoot: N. Sane Trilogy mentre Komodo Joe da David Anthony Pizzuto in Crash Team Racing e da Fred Tatasciore in Crash Team Racing Nitro-Fueled. In italiano invece Komodo Moe è doppiato da Mario Zucca in Crash Team Racing Nitro-Fueled mentre Komodo Joe da Massimo Marinoni in Crash Team Racing e da Oliviero Corbetta in Crash Team Racing Nitro-Fueled.

### Tiny Tiger
Tiny Tiger è un tilacino (o tigre della Tasmania) antropomorfo. Malgrado la sua intelligenza non troppo elevata, dispone di un'immensa potenza fisica. In Crash Bandicoot 2: Cortex Strikes Back  viene mandato ad affrontare Crash da N. Brio, nel tentativo di fermare la sua raccolta dei cristalli per conto di Cortex. Affronta Crash in una sorta di arena con delle pedane levitanti a bordo del Cortex Vortex, ma a causa della sua scarsa intelligenza viene facilmente ingannato da Crash e fatto precipitare nel vuoto. In Crash Bandicoot 3: Warped invece segue gli ordini di Cortex e Uka Uka; tramite la macchina del tempo creata da N. Tropy, viaggia nell'antica Roma e affronta nuovamente Crash, ma viene sconfitto di nuovo. In Crash Team Racing è un personaggio giocabile di livello avanzato; nell'epilogo viene rivelato che si è trasferito a Beverly Hills ed ha avuto successo con dei video di Body Building intitolati "Se non sudi, ingrassi!". La sua pista è "Arena Piccola" ("Tiny Arena" in originale). In Crash Bash viene convocato al torneo tra forze del bene e del male; per eliminare lo svantaggio numerico viene ceduto in prestito alla squadra di Aku Aku.
In Crash Bandicoot XS compare come terzo boss; a causa di un malfunzionamento del Minimizzatore Planetario si fonde temporaneamente con Cortex, N. Gin e Dingodile formando il mostro nonto come "Megamix"; dopo lo scioglimento della fusione e l'esplosione della stazione spaziale, si trova esiliato in un guscio di salvataggio assieme a i suoi compagni. In Crash Bandicoot: L'ira di Cortex assieme agli altri scagnozzi, fa una breve comparsa nell'introduzione, poi appare come ostacolo nei livelli con l'altasfera e come avversario nei livelli con l'aeroplano e in Smokey e il Bandicoot. In Crash Bandicoot 2: N-Tranced appare come personaggio giocabile nella modalità multiplayer ed è sbloccabile collegando Crash Bandicoot 2: N-Tranced a Crash Bandicoot XS.
In Crash Nitro Kart, Tiny, Cortex, N. Gin e i bandicoot vengono rapiti dall'Imperatore Velo XXVII, che vuole farli correre come piloti per divertire i suoi sudditi e minacciando di distruggere la Terra. Dopo la sconfitta dell'imperatore, lo scettro del teletrasporto si rompe e Tiny rimane bloccato sul mondo di Terranea assieme ai suoi compagni; Tiny riesce a ricomporre lo scettro, venendo venerato come una divinità dagli aborigeni. In Crash Twinsanity fa un cameo alla "festa" organizzata per Crash. In  Crash Bandicoot Fusion appare come secondo boss a bordo di un carro armato e come personaggio giocabile nella modalità multiplayer. In Crash Boom Bang! fa un cameo durante lo sholette quiz.
Nella versione per console fisse di Crash of the Titans, dopo la sostituzione di Cortex da parte di Nina, cerca di ostacolare Crash e Aku Aku per conto di quest'ultima, ma una volta raggiunto ammette la superiorità di Crash e si fa da parte mentre in quella per le piattaforme portatili appare come boss da sconfiggere. Esclusivamente in questo capitolo il personaggio subisce un drastico cambio di design, che lo hanno reso una tigre del Bengala. In un'intervista, viene spiegato che il suo aspetto è diverso perché è stato tra i primi scagnozzi di Cortex a essere esposto all'aura, che lo ha reso più intelligente, ma allo stesso tempo ha modificato la sua personalità, al punto in cui afferma di non amare combattere. In Crash Bandicoot Nitro Kart 2 è un personaggio giocabile; da questo gioco torna ad avere il suo design originale.
In Crash Bandicoot: N. Sane Trilogy è un boss da affrontare in due occasioni mentre in Crash Team Racing Nitro-Fueled appare come personaggio giocabile.
È doppiato in inglese da Brendan O'Brien in Crash Bandicoot 3: Warped e Crash Team Racing e da John DiMaggio in Crash Nitro Kart, Crash Bandicoot: N. Sane Trilogy e Crash Team Racing Nitro-Fueled e in italiano da Alessandro Ricci in Crash Bandicoot 3: Warped e Crash Team Racing, Ciro Imparato in Crash Nitro Kart, Silvano Piccardi in Crash of the Titans e da Antonello Governale in Crash Bandicoot: N. Sane Trilogy e Crash Team Racing Nitro-Fueled.

### Dr. Nefarious Tropy

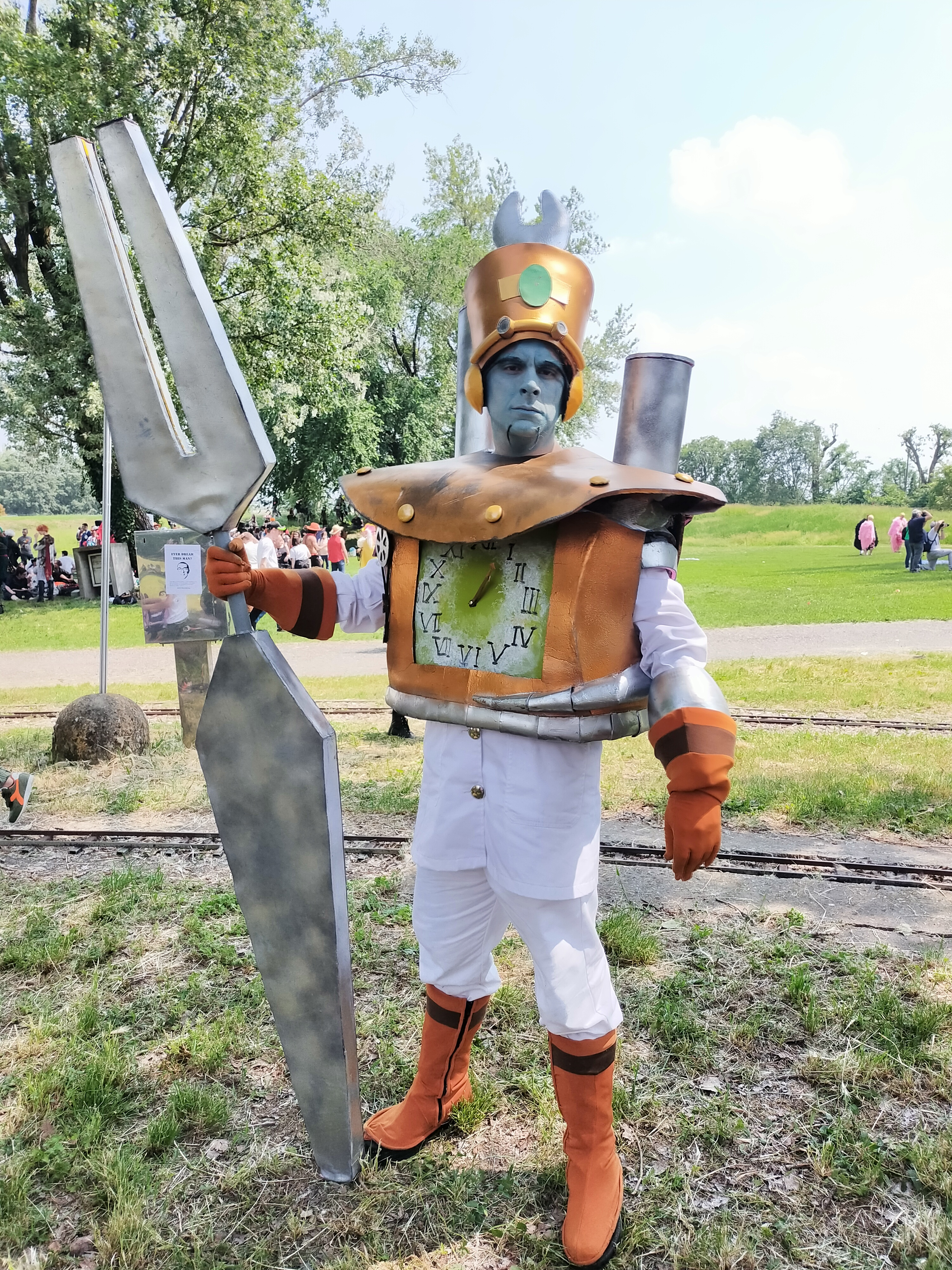
Cosplay di N. Tropy

Il dottor Nefarious Tropy (meglio noto come N. Tropy) è uno scienziato alleato-rivale del dottor Cortex. Si presenta con la pelle blu e vestito di una bizzarra armatura che gli consente di viaggiare nel tempo e teletrasportarsi. Dispone inoltre di una lancia con la quale genera attacchi energetici. In Crash Bandicoot 3: Warped viene reclutato dal suo vecchio amico Uka Uka per aiutarlo a recuperare i cristalli del potere nelle loro epoche d'origine tramite l'utilizzo della Macchina Risucchia Tempo, la macchina del tempo di sua creazione. Viene però sconfitto da Crash Bandicoot appunto nei sotterranei del Tornado del tempo che, senza le dovute manutenzioni del dottore, si guasta e in seguito esplode catapultando Uka Uka, Cortex e N. Tropy stesso (gli ultimi due regrediti allo stadio di neonati) a quella che sembra essere l'alba dei tempi. In Crash Team Racing appare come personaggio giocabile di livello avanzato, e come fantasma da battere nelle sfide a tempo. Dopo l'epilogo sparisce con la sua macchina del tempo, verso qualche antica foresta pluviale.
Successivamente fa la sua comparsa assieme agli altri scagnozzi in Crash Bandicoot: L'ira di Cortex dove, assieme ad N. Gin, sembra essere l'unico a conoscenza della super arma segreta di Cortex. Fa da ostacolo nei livelli con l'atlasfera e l'aeroplano e come sfidante in "Smokey e il Bandicoot". N. Tropy è anche l'antagonista principale di Crash Bandicoot 2: N-Tranced, dove assieme a Uka Uka utilizza i suoi poteri per cercare nel futuro la chiave per la sconfitta dei bandicoot: ha così la visione di se stesso assieme ai suoi nemici, intuendo che l'unico modo per liberarsene è proprio quello di farli passare dalla sua parte: recluta così N. Trance per rapire e ipnotizzare i bandicoot. Tuttavia durante il rapimento di Crash tramite varco temporale, Aku Aku si intromette e lo scontro di forze crea il Finto Crash, un doppione che riesce ad ingannare N. Tropy, convincendoli di aver finalmente chiuso la faccenda. Dopo la sconfitta di N. Trance, Aku Aku riesce ad ingannare N. Tropy trovando il suo rifugio e dopo essere stato ancora una volta sconfitto da Crash, viene catturato e fotografato assieme ai bandicoot (avverando così la sua visione).
Compare in Crash Nitro Kart, dove gareggia per il Team Cortex ed è sbloccabile battendo tutti i suoi migliori tempi. Fa la sua comparsa anche in Crash Twinsanity dove alleatosi con Nitrus Brio e N. Gin sfrutta le risorse della compagnia di quest'ultimo per cercare il tesoro dei Gemelli cattivi nella decima dimensione. Nonostante la sconfitta per mano di Crash, riesce comunque a raggiungere il tesoro ma lui e i suoi alleati vengono scacciati da Spyro. Compie un cameo in Crash Boom Bang!, durante lo sholette quiz e in Crash Bandicoot Purple: Ripto's Rampage, come personaggio giocabile nella modalità multiplayer.
In Crash Bandicoot: N. Sane Trilogy torna come boss da affrontare mentre in Crash Team Racing Nitro-Fueled è un personaggio sbloccabile battendo tutti i suoi migliori tempi.
In Crash Bandicoot 4: It's About Time appare come antagonista principale del gioco, N. Tropy dopo essere fuggito dalla sua prigionia e aver abbandonato il suo padrone Uka Uka, tradisce Cortex e gli rivela che lui e il suo nuovo complice (ossia una sua stessa versione femminile alternativa proveniente dall'universo di Tawna) hanno intenzione di ridefinire il multiverso con il generatore di varchi cancellando così il suo rivale, Crash, Coco e le Maschere Quantiche dall'esistenza, ma alla fine viene sconfitto dai protagonisti e bandito insieme alla sua complice.
È doppiato in inglese da Michael Ensign in Crash Bandicoot 3: Warped, Crash Team Racing, Crash Nitro Kart e Crash Twinsanity, da Corey Burton in Crash Bandicoot: L'ira di Cortex, Crash Bandicoot: N. Sane Trilogy e Crash Team Racing Nitro-Fueled e da JP Karliak in Crash Bandicoot 4: It's About Time, e in italiano da Andrea Piovan in Crash Bandicoot 3: Warped, Crash Team Racing e Crash Bandicoot: L'ira di Cortex, da Riccardo Rovatti in Crash Nitro Kart e Crash Twinsanity e da Antonello Governale in Crash Bandicoot: N. Sane Trilogy, Crash Team Racing Nitro-Fueled e Crash Bandicoot 4: It's About Time.

### Dingodile
Dingodile è un mutante antropomorfo dalle sembianze di un dingo e di un coccodrillo. Alleato di Cortex, combatte usando un lanciafiamme. In Crash Bandicoot 3: Warped viene mandato da Uka Uka e Cortex a recuperare i cristalli del potere nell'era glaciale: viene fermato e sconfitto da Crash, che fa esplodere il serbatoio del suo lanciafiamme. In Crash Team Racing è un personaggio giocabile di livello avanzato; dopo l'epilogo viene rivelato che si è dato all'allevamento di creature ibride come lui. La sua pista è il Canyon Dingo. In Crash Bash viene convocato per prendere parte al torneo tra forze del bene e del male; viene ceduto in prestito alla squadra di Aku Aku a causa di uno svantaggio numerico.
In Crash Bandicoot XS appare come primo boss: stavolta affronta Crash sott'acqua utilizzando un lanciarazzi, ma viene comunque sconfitto. A causa di un malfunzionamento del Minimizzatore Planetario di Cortex, Dingodile si fonde con lui, Tiny e N. Gin dando vita al mostro "Megamix": la fusione si rivela temporanea, e dopo l'esplosione della stazione resta esiliato in un guscio di salvataggio con i suoi compagni. In Crash Bandicoot: L'ira di Cortex, come gli altri scagnozzi, fa una breve comparsa nell'introduzione e poi come ostacolo nei livelli con l'atlasfera, l'aeroplano e in Smokey e il Bandicoot. In Crash Bandicoot 2: N-Tranced appare come personaggio giocabile nella modalità multiplayer ed è sbloccabile collegando Crash Bandicoot 2: N-Tranced a Crash Bandicoot XS.
In Crash Nitro Kart mentre assisteva N. Gin durante un esperimento, Dingodile e i suoi compagni vengono rapiti dall'Imperatore Velo XXVII per essere costretti a correre per il divertimento dei suoi sudditi; viene ipnotizzato da N. Trance e costretto a correre per lui. In Crash Twinsanity compare alla "festa" organizzata per Crash. Dopo essere venuto a conoscenza del tesoro dei Gemelli cattivi, attacca Crash e Cortex nella sala caldaie dell'Accademia del male con l'intento di mettere le mani su "la sua parte", ma viene nuovamente sconfitto.
In Crash of the Titans appare come boss nella versione per Nintendo DS. Invece del solito lanciafiamme utilizza un fucile ad acqua. In  Crash Bandicoot Nitro Kart 3D è presente come personaggio giocabile dopo un aggiornamento svolto al gioco nel corso del 2010. In seguito è apparso in Crash Bandicoot: N. Sane Trilogy come boss e in Crash Team Racing Nitro-Fueled come personaggio giocabile.
In Crash Bandicoot 4: It's About Time appare come un personaggio giocabile e uno dei protagonisti del gioco, ambientato dopo gli eventi del terzo capitolo ha deciso di abbandonare la strada del male e aprire un ristorante per godere la sua meritata pensione. Tuttavia, questo viene prima distrutto e Dingodile viene risucchiato da un portale multidimensionale per colpa di N. Tropy. Alla fine del gioco, dopo aver sconfitto i due N. Tropy e Cortex, Dingodile ritorna a casa, e ricostruisce e riapre il suo ristorante.
È doppiato in inglese da William Hootkins in Crash Bandicoot 3: Warped, da Chip Chinery in Crash Team Racing, da Sherman Howards in Crash Bash, da Dwight Schultz in Crash Nitro Kart e Crash Twinsanity, da Nolan North in Crash of the Titans e da Fred Tatasciore in Crash Bandicoot: N. Sane Trilogy, Crash Team Racing Nitro-Fueled e Crash Bandicoot 4: It's About Time e in italiano da Andrea Piovan in Crash Bandicoot 3: Warped e Crash Team Racing, da Gianni Quillico in Crash Nitro Kart e Crash Twinsanity e da Andrea De Nisco in Crash Bandicoot: N. Sane Trilogy, Crash Team Racing Nitro-Fueled e Crash Bandicoot 4: It's About Time.

### Nitros Oxide
Nitros Oxide è un alieno del pianeta Gasmoxia e il miglior pilota di kart dell'universo: viaggia attraverso le galassie alla ricerca di esseri viventi da sfidare in gare di go-kart, per poi trasformare i pianeti che perdono in enormi parcheggi di cemento e i loro abitanti in schiavi. È l'antagonista principale e boss finale sbloccabile del gioco Crash Team Racing. Oxide torna come boss finale in Crash Bash. 
Desideroso di vendetta, in Crash Nitro Kart informa l'imperatore Velo XXVI dell'abilità dei piloti terrestri con l'intento di sconfiggerli insieme a i suoi alleati Zam e Zem; In seguito compare in Crash Twinsanity dove si presenta alla "festa" organizzata da Cortex per Crash. Appare inoltre come personaggio giocabile in Crash Bandicoot Nitro Kart 3D e Crash Bandicoot Nitro Kart 2. Appare in Crash Team Racing Nitro-Fueled come personaggio giocabile e come boss finale.
È doppiato in inglese da David Anthony Pizzuto in Crash Team Racing, da Quinton Flynn in Crash Nitro Kart e da Corey Burton in Crash Team Racing Nitro-Fueled e Crash Bandicoot 4: It's About Time e in italiano da Andrea Piovan in Crash Team Racing, da Claudio Moneta in Crash Nitro Kart e da Luca Sandri in Crash Team Racing Nitro-Fueled e Crash Bandicoot 4: It's About Time.

### Rilla Roo
Rilla Roo è un mutante di gorilla e canguro antropomorfo che ha fatto la sua prima apparizione in Crash Bash ed è tornato sugli schermi come personaggio giocabile in Crash Team Racing Nitro-Fueled. Indossa un pantalone a righe bianche e rosse a vita alta molto simile a quello indossato dal personaggio di Obelix della serie a fumetti Asterix. In Crash Bash appare dalla parte dei malvagi e possiede le stesse mosse e le stesse statistiche di Dingodile.
Si conosce pochissimo di Rilla Roo, come la sua origine del tutto ignota e le sue affiliazioni sconosciute, anche se in Crash Bash è proprio Uka Uka a chiamarlo. Comunque non è in grado di parlare e si esprime a gesti e versi. Sembra essere dotato di scarsa intelligenza, probabilmente per il fatto che il suo comportamento equivale a quello di un gorilla.
Inoltre era stato considerato per essere un personaggio giocabile in Crash Nitro Kart, ma come altro materiale fu scartato; tuttavia però è ritornato nel videogioco Crash Team Racing Nitro-Fueled, diciannove anni dopo. In questo gioco esistono due versioni del personaggio. La prima versione inserita ha il viso ovale, anziché tondo, e la sua statura è leggermente più alta e magra di prima; in seguito alle varie critiche dei fan per il nuovo aspetto, è stata introdotta come personaggio a parte una seconda versione, fedele a quella originale. Come capitato anche in Crash Bash, la maschera che lo protegge è quella di Uka Uka.
È doppiato in inglese da Andrew Morgado.

### Elementali
Gli Elementali (in inglese Elementals) sono un potente gruppo di quattro maschere mitologiche, e sono antagonisti secondari del gioco Crash Bandicoot: L'ira di Cortex. I loro nomi sono Rok-ko, Wa-Wa, Py-Ro e Lo-Lo. Dopo aver devastato la terra con i loro poteri molti secoli fa, lottarono contro gli Antichi Antenati che volevano porre fine al loro regno di terrore. Dopo essere stati imprigionati da questi ultimi grazie all'aiuto dei cristalli, con cui rimasero ibernati per millenni, Uka Uka li liberò nuovamente per permettergli di dare energia alla nuova super arma geneticamente avanzata del dr. Neo Cortex: Crunch Bandicoot. Crunch venne però sconfitto lo stesso da Crash Bandicoot, che rimandò gli Elementali nel loro antico stato di ibernazione. 
Rok-ko è doppiato in inglese da Thomas F. Wilson e in italiano da Andrea Piovan, Wa-Wa è doppiato in inglese da R. Lee Ermey e in italiano da Angelo Cola, Py-Ro è doppiato in inglese da Mark Hamill e in italiano da Andrea Piovan mentre Lo-Lo è doppiato in inglese da Jess Harnell e in italiano da Andrea Piovan.

### Megamix
Megamix è un mostro nato dalla fusione di Cortex, N. Gin, Tiny e Dingodile apparso per la prima volta in Crash Bandicoot XS. In tale gioco, Crash Bandicoot si scontra prima contro Cortex, il quale cerca di sconfiggere il bandicoot utilizzando un'arma laser ma finisce per danneggiare irreparabilmente il Minimizzatore Planetario, il quale fa tornare la Terra alle sue dimensioni originali ma finisce per fondere i quattro malvagi in un'unica entità che cerca di uccidere Crash. Dopo un lungo inseguimento, Crash riesce a fuggire dalla stazione spaziale di Cortex mentre la fusione di Megamix si scioglie facendo tornare i quattro personaggi alle loro fattezze originali. In seguito è apparso come personaggio giocabile in Crash Team Racing Nitro-Fueled.
È doppiato in inglese da Lex Lang e in italiano da Silvano Piccardi.

### N. Trance
N. Trance è un cyborg della 5ª dimensione: appare come un essere ovoidale rosa, con due grandi occhi verdi e una bocca con due canini appuntiti. Il suo corpo è interamente meccanico: il busto appare come un cilindro metallico con una spirale in movimento al centro, mentre le braccia sono color oro. Il braccio destro è un po' più grosso del sinistro e al posto della mano ha un orologio a mo' di chela; le sue gambe sono viola e il busto è collegato alla testa da un piccolo tubo sulla schiena. N. Trance è un ipnotista psicotico, ma si dimostra comunque intelligente e abile; perde facilmente la calma, e non si fa problemi a tradire i suoi alleati per ottenere vendetta. Fa la sua prima comparsa in Crash Bandicoot 2: N-Tranced: viene reclutato da N. Tropy e Uka Uka con lo scopo di ipnotizzare i Bandicoot e renderli loro schiavi. Grazie all'intromissione di Aku Aku, Crash riesce a sfuggire al tentativo di rapimento tramite teletrasporto e a sconfiggere Coco, Crunch e Finto Crash liberandoli così dal controllo mentale. Una volta scoperto il suo covo, N. Trance cerca di sbarazzarsi di Crash di persona ma viene infine sconfitto. Riappare in Crash Nitro Kart sul Galaxy Circuit dell'Imperatore Velo XXVII, dove gareggia con la sua squadra composta da Polar, Pura e Dingodile (anch'essi assoggettati alla sua volontà tramite ipnotismo). In Crash Bandicoot Fusion è un personaggio giocabile nella modalità multiplayer. Appare anche in un concept art di Crash Twinsanity come alleato di N. Tropy, N. Brio e N. Gin: fu tagliato fuori dalla versione finale perché una delle scene che lo riguardava richiedeva troppo lavoro grafico. Riappare come personaggio giocabile in Crash Team Racing Nitro-Fueled.
È doppiato in inglese da Tom Bourdon in Crash Nitro Kart e da Michael Gough in Crash Team Racing Nitro-Fueled e in italiano da Luca Sandri in Crash Team Racing Nitro-Fueled.

### Imperatore Velo XXVII
L'Imperatore Velo XXVII (Emperor Velo XXVII) è l'antagonista principale del gioco Crash Nitro Kart, e un extraterrestre a capo di un innominato impero..
Si autodefinisce "il più affermato corridore della galassia". In Crash Nitro Kart rapisce Crash, Cortex e i loro amici per metterli alla prova. Velo non è esattamente come appare. Infatti, dopo essere stato sconfitto per la seconda volta dai terrestri, viene rilevato il suo vero aspetto: durante un attacco d'ira, esplode letteralmente in mille pezzi. Si presume la sua morte, ma in realtà si scopre che l'alieno che ha sfidato la Terra non era altro che un robot, guidato dall'interno dal Velo originale: un piccolo essere non più grande della testa di Cortex. Nella versione per Game Boy Advance del gioco invece, Velo viene sconfitto ma il robot non esplode e nessuno scopre la verità riguardante il suo aspetto.
I creatori del personaggio hanno usato per il nome il termine spagnolo "velo" (di significato uguale all'italiano), proprio per rimarcare il fatto che ha nascosto per molto tempo la sua vera identità.
È doppiato in inglese da Steven Blum in Crash Nitro Kart e da André Sogliuzzo in Crash Team Racing Nitro-Fueled. In italiano in Crash Nitro Kart Velo finto viene doppiato da Ciro Imparato mentre quello vero da Riccardo Rovatti, mentre Crash Team Racing Nitro-Fueled quello finto viene interpretato da Marco Balzarotti mentre quello vero da Francesco Mei.

### Zam e Zem
Zam e Zem sono due alieni provenienti da Gasmoxia nonché scagnozzi di Nitros Oxide. Sono apparsi nella versione per console di Crash Nitro Kart e in Crash Team Racing Nitro-Fueled. Vengono entrambi chiamati da quest'ultimo per fermare la Squadra Bandicoot e la Squadra Cortex nella loro corsa per il ritorno alla Terra. Gareggiano entrambi per la Squadra Oxide assieme ad Oxide e l'imperatore Velo. Zam appare simile ad un incrocio fra una rana e una lucertola, e si comporta come un cane; Zem è invece di grandi dimensioni, ha molto senso dell'umorismo e ha la cattiva abitudine di ruttare.
Zam è doppiato in inglese da Billy West in Crash Nitro Kart e da Andrew Morgado in Crash Team Racing Nitro-Fueled. Zem invece è doppiato in inglese da André Sogliuzzo in Crash Nitro Kart e in italiano da Riccardo Rovatti in Crash Nitro Kart e Mario Zucca in Crash Team Racing Nitro-Fueled.

### Krunk
Krunk è uno sciamano blu simile ad una scimmia; è il primo campione che gareggia per l'imperatore Velo in Crash Nitro Kart per difendere la reputazione del suo pianeta Terranea, una copia della Terra. Ama la pace ma Velo spesso minaccia il destino della sua terra natia e si ritrova spesso a gareggiare per conto di quest'ultimo. In Crash Nitro Kart è il primo boss da affrontare, è ingiocabile nelle versioni per console fisse mentre è sbloccabile in quella per Game Boy Advance. Ha fatto il suo ritorno in Crash Team Racing Nitro-Fueled come personaggio giocabile.
È doppiato in inglese da Marshall R. Teague in Crash Nitro Kart e da Andrew Morgado in Crash Team Racing Nitro-Fueled e in italiano da Silvano Piccardi.

### Nash
Nash è un alieno simile a uno squalo, originario del pianeta Barin, è il secondo campione delle corse di Velo. Nash è stato progettato per non fermarsi mai, e pretende sempre di muoversi e passare all'azione il prima possibile, è molto impaziente e iperattivo. Appare in Crash Nitro Kart come secondo boss contro cui gareggiare, è ingiocabile nelle versioni per console fisse mentre è sbloccabile in quella per Game Boy Advance. Dopo anni di assenza, è tornato in Crash Team Racing Nitro-Fueled come personaggio giocabile.
È doppiato in inglese da Billy West in Crash Nitro Kart e da Dwight Schultz in Crash Team Racing Nitro-Fueled e in italiano da Giorgio Melazzi.

### Norm
Norm è un mimo alieno mutante del pianeta Fenomena, è in grado di dividersi in due essere distinti, il Norm normale (Piccolo Norm in Crash Team Racing Nitro-Fueled), ovvero un essere magro e minuto, e il Grande Norm (Gran Norm nella versione per GBA di Crash Nitro Kart e Grosso Norm in Crash Team Racing Nitro-Fueled), una versione molto più corpulenta e alta e che al contrario dell'originale parla. Appare in Crash Nitro Kart come terzo boss dove bisognerà affrontarlo nella sua forma divisa contemporaneamente, è ingiocabile nelle versioni per console fisse mentre è sbloccabile in quella per Game Boy Advance.In Crash Team Racing Nitro-Fueled torna come personaggio giocabile.
È doppiato in inglese da André Sogliuzzo e in italiano da Patrizio Prata in Crash Nitro Kart e Giorgio Melazzi in Crash Team Racing Nitro-Fueled.

### Geary
Geary è un robot del pianeta Teknee, nonché ultimo campione che parteggia per l'imperatore Velo. Ha una notevole ossessione per la pulizia e l'ordine e talvolta sfoggia un aspirapolvere incorporato nel suo corpo per togliere la sporcizia in cui si trova. Compare in Crash Nitro Kart come quarto boss, è ingiocabile nelle versioni per console fisse mentre è sbloccabile in quella per Game Boy Advance. Dopo anni di assenza, è tornato in Crash Team Racing Nitro-Fueled come personaggio giocabile.
È doppiato in inglese da Paul Greenberg in Crash Nitro Kart e Dwight Schultz in Crash Team Racing Nitro-Fueled e in italiano da Claudio Beccari in Crash Nitro Kart e Antonello Governale in Crash Team Racing Nitro-Fueled.

### Nina Cortex
Nina Cortex è la nipote di Neo Cortex. Di aspetto molto brutto e gotico (seppure odi essere definita gotica), ha capelli corti, due grandi incisivi e indossa un abito da scolaretta nero. Dispone di due protesi metalliche che le consentono di allungare le mani e sferrare pugni potenti. Queste protesi sono state fatte da Cortex stesso perché Nina era nata buona e amava gli animaletti piccoli e coccolosi, quindi le sostituì le mani con le protesi per farle stritolare a morte gli animali che abbracciava. Originariamente doveva compiere il suo debutto in Crash Nitro Kart, ma fu scartata dalla versione finale del gioco. In Crash Bandicoot Purple: Ripto's Rampage viene reclutata dallo zio allo scopo di rapire Coco e il Professore: dopo la liberazione dei due da parte di Spyro, insegue Crash ma viene intrappolata in una gabbia d'acciaio. In Crash Twinsanity viene mandata a studiare all'Accademia del Male e viene in seguito raggiunta dallo zio, dato che Nina è l'unica in grado di riparare lo Psychetron, macchinario per il viaggio interdimensionale danneggiato precedentemente da Coco; viaggia assieme a Crash e Cortex nella decima dimensione per sconfiggere i Gemelli cattivi ma viene rapita da Crash Cattivo. Dopo essere stata liberata, si infiltra nella base nemica e prende parte alla battaglia finale. In Crash Tag Team Racing sostiene lo zio e N. Gin nella missione di conquistare il parco a tema in fallimento, il Motor World di Ebeneezer Von Clutch, per trasformarlo in una nuova base; ma il piano non va a buon fine e Nina segue suo zio nel suo ennesimo fallimento. In questo gioco, si nota chiaramente come il tempo passato all'Accademia del Male le ha dato un atteggiamento simile a quello dei bulli di periferia, diventando cattiva e amante della violenza.
Nelle versioni per console fisse di Crash of the Titans, Nina diventa una vera cattiva, rimpiazzando suo zio su ordine di Uka Uka, e cerca di distruggere l'Isola Wumpa costringendo Coco (tramite il controllo mentale) a portare avanti il piano originale di Cortex e costruire un enorme robot sterminatore. Nella versione per DS, invece, è giocabile in sezioni in cui trasforma in mutanti gli animaletti sotto gli ordini di suo zio con lo Spara-raggi-Mutanti 3000, ma non sentendosi importante e detestando l'idea di fare la tirapiedi, decide di tentare di usurparlo e alterare il piano originale, che aveva a che fare con un Cortexbot danzante, e dopo essere stata sconfitta da Crash, si allea con lui. Nel finale vero, però, tradisce prima Crash, tramutandolo in bebé con la sua pistola, e poi Cortex, distruggendo il Cortexbot quindi prende il potere e si prepara ad attaccare l'Isola Wumpa, lasciando il gioco in un finale aperto. Da giocabile, subisce danni se gli animaletti le si avvicinano troppo.
In Crash: Il dominio sui mutanti Lei è un semplice personaggio secondario. In questo gioco, Nina viene abbandonata nella Scuola del Male dal Dottor Cortex, per averlo tradito nel gioco precedente e essersi sbarazzato di lei. che è la competizione che Cortex ha fatto contro l'Accademia del male di Madame Amberly. Nel mezzo del gioco aiuta Crash a trovare Crunch e N.brio e gli racconta del piano malvagio di suo zio Cortex. In Crash Bandicoot Nitro Kart 2 è un personaggio giocabile.
In Crash Team Racing Nitro-Fueled diventa ufficialmente un personaggio giocabile il 4 ottobre 2019 dopo il lancio dello "Spooky Grand Prix".
È doppiata in inglese da Susan Silo in Crash Twinsanity, da Amy Gross in Crash Tag Team Racing e Crash: Il dominio sui mutanti e da Debi Derryberry in Crash of the Titans e Crash Team Racing Nitro-Fueled e in italiano da Renata Bertolas.

### Ripto
Ripto è un sauro umanoide rosso e di bassa statura, della razza dei Riptoc, originario dell'universo di Spyro. In Spyro Fusion, Ripto si allea con il Dr. Neo Cortex, lo storico nemico di Crash Bandicoot (anche quest'ultimo appare in questo gioco), per sconfiggere Spyro e aiutare il suo alleato a sconfiggere Crash. Torneranno con lui anche i suoi due scagnozzi Gulp e Crush che verranno nuovamente sconfitti insieme a Ripto e il suo diabolico alleato.

### Gemelli cattivi
I Gemelli cattivi (Evil Twins in originale, chiamati Victor e Moritz) sono gli antagonisti principali del gioco Crash Twinsanity, e nemici giurati del Dr. Neo Cortex.
Erano in origine una coppia di pappagalli domestici del Dr. Neo Cortex quando era bambino, durante la sua permanenza all'Accademia del Male di Madame Amberley. Il giovane scienziato sperimentò il suo macchinario, l'Evolvo-Ray, usando i due pappagalli come cavia. Gli animali, invece di evolversi in mutanti, vennero spediti nella decima dimensione, esposti a diverse radiazioni e trasformati in creature psicocinetiche.
Tornati nella seconda dimensione con l'intenzione di vendicarsi e distruggere l'Isola della Follia (N.Sanity Island), attaccano Crash e il dottor Cortex con il loro esercito di robot (chiamati ANTS cioè "formiche"). Riescono addirittura a sconfiggere le forze combinate degli stregoni Aku Aku e Uka Uka. Anche se sembrano invincibili, vengono (apparentemente) divorati dal Crash cattivo, anch'egli proveniente dalla decima dimensione. 
Fanno un cameo in Crash Team Racing Nitro-Fueled nel livello "Nina's Nightmare", e in Crash Bandicoot 4: It's About Time sopra una schermata nell'astronave di Oxide nel livello "Pronti al lancio".
Sono doppiati in inglese entrambi da Quinton Flynn mentre in italiano sono doppiati rispettivamente da Giorgio Melazzi e Luca Sandri.

### Crash Cattivo
Crash Cattivo (Evil Crash in inglese) si presenta come una versione più grottesca di Crash, con il pelo color rosso e delle braccia molto lunghe dotate di artigli. Ha dei sott'occhi neri, capelli scompigliati e denti aguzzi, mentre i suoi vestiti sono estremamente rovinati. Appare come antagonista secondario in Crash Twinsanity e come costume sbloccabile in Crash Tag Team Racing con il nome di "Nega Crash". Proviene dalla decima dimensione dove tutto è opposto ed è per questo che, all'esatto opposto di Crash Bandicoot, è una bestia feroce e malvagia. Rapisce immediatamente Nina Cortex e il Dr. Neo Cortex, nel tentativo di salvarla, diventa immediatamente la sua nuova preda; Sarà indispensabile l'aiuto di Crash per salvarlo dalla sua furia. Dopo lo scontro finale, divorerà i Gemelli cattivi. Nei bozzetti di Twinsanity appaiono anche sua sorella, Coco Cattiva (Evil Coco) e Cortex Buono (Good Cortex), in seguito scartati.
È doppiato in inglese da Billy Pope.

### Rusty Walrus
Rusty Walrus è un tricheco mutante dal pelo azzurro e il petto giallastro che ha fatto solo una breve comparsa in Crash Twinsanity, lo si trova nella corazzata navale di N. Gin e lavora come capocuoco per quest'ultimo, nel momento in cui lo incontra, Crash deve fuggire da lui perché intenzionato a prenderlo e cucinarlo; dopo che si è fuggiti da lui, esso non comparirà più per il resto del gioco.
È doppiato in inglese da Dwight Schultz e in italiano da Antonio Paiola.

### Willie Wumpa Cheeks
Willie Wumpa Cheeks è l'antagonista principale del gioco Crash Tag Team Racing, e la mascotte del parco divertimenti Motor World di Ebeneezer Von Clutch. Si suppone che assomigli ad un frutto Wumpa (il classico frutto della serie), ma assomiglia molto più ad una zucca. Tende sempre a parlare usando frasi e indovinelli in rima, innervosendo chiunque si trovi vicino a lui. È in realtà il responsabile della scomparsa delle gemme dal parco (senza però spiegare il motivo del suo gesto) e della gemma nera del Potere custodita nel petto di Von Clutch. Ammette la sua colpevolezza quando gli altri personaggi presentano una prova schiacciante (anche se all'inizio avevano incolpato Crash). Dopo, saltando alla zona tematica del parco dedicata allo spazio, prova a scappare usando un razzo, ma viene fermato da Crash Bandicoot. Willie viene poi tirato fuori dal missile da Crunch. Ma prima che venga interrogato riguardo al nascondiglio della Gemma Nera, il Dr. Neo Cortex lo riduce in poltiglia con la sua nuova arma. Il suo nome allude al personaggio letterario Willy Wonka da La fabbrica di cioccolato.
È doppiato in inglese da Roger L. Jackson e in italiano da Giorgio Melazzi.

### Il Visconte
Il Visconte (The Viscount), anche noto come Viscount Devil (ビスカント・デビル?, Bisukanto Debiru, lett. "Visconte Diavolo") nella versione giapponese, è un diavolo della Tasmania, è un personaggio neutrale nonché uno più ricchi della serie. Compare esclusivamente in Crash Boom Bang! dove dimostra che le sue ambizioni sono grandi quanto la sua fortuna ed è disposto a spendere tutti i suoi averi pur di realizzare il suo sogno, ovvero quello di recuperare un favoloso tesoro che suo nonno non è mai riuscito a trovare, il Cristallo dei Megapoteri, una gemma che concede al primo che la tocca il potere di esaudire il suo più grande desiderio. Così Il Visconte decide di riunire un gruppo di personaggi tra i più forti e intelligenti del mondo per convincerli a trovare il cristallo per lui. Spedisce un invito a Coco Bandicoot rivolto sia a lei che a Crash, dove li convoca a partecipare al World Cannonball Race, un torneo dove il vincitore potrà vincere una grandissima cifra in denaro. Alla fine del gioco Crash riuscirà a vincere sia la competizione che il cristallo, lasciando Il Visconte profondamente dispiaciuto.

### Dr.ssa Nefarious Tropy
La dottoressa Nefarious Tropy proviene dalla dimensione alternativa "Tawnaverso" e ha ucciso i Crash e Coco di quella dimensione. Appare per la prima volta nel gioco Crash Bandicoot 4: It's About Time, dove il personaggio è insieme al suo partner che hanno intenzione di resettare il multiverso con il generatore di varchi cancellando così Crash, Coco, Cortex, Tawna, Dingodile e le Maschere Quantiche dall'esistenza, ma alla fine viene sconfitta dai protagonisti e bandita insieme alla sua controparte maschile. N. Tropy è apparsa nuovamente nei giochi Crash Bandicoot: On the Run! e Crash Team Rumble.
È doppiata in inglese da Sarah Tancer e in italiano da Marina Thovez.